# Авария Ан-28 в Томской области
Авария Ан-28 в Томской области — авиационная авария, произошедшая 16 июля 2021 года в Томской области с авиалайнером Ан-28 российской авиакомпании «СиЛА» в ходе выполнения регулярного пассажирского рейса СЛ 42 по маршруту Кедровый — Томск.

## Самолёт

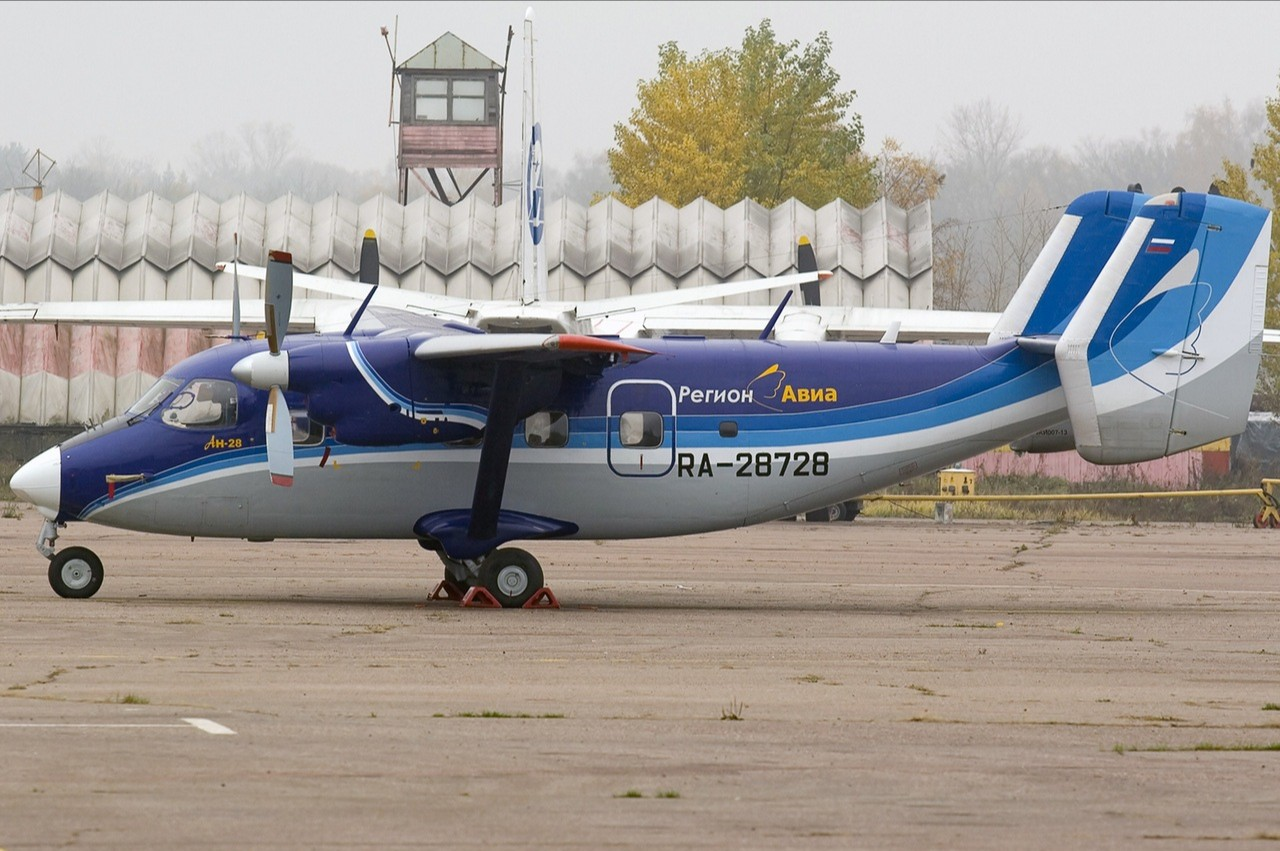
Пострадавший самолёт за 13 лет и 2 месяца до аварии (в период эксплуатации в «Регион Авиа»)

Ан-28 (регистрационный номер RA-28728, заводской 1AJ007-13, серийный 07-13) выпущен 19 декабря 1989 года на заводе «PZL-Mielec» (Мелец, Польша). В том же году совершил первый полёт. 6 апреля 1990 года был передан советской авиакомпании «Аэрофлот» под бортовым номером СССР-28728. До 1991 года эксплуатировался в Киргизском УГА «Аэрофлота», позднее перешёл в авиакомпанию «Авиалинии Киргизстана». В 1999 году был выкуплен российской авиакомпанией «Регион Авиа». В 2012 году, после прекращения деятельности «Регион Авиа», был передан авиакомпании «СиЛА».

## Экипаж
Состав экипажа рейса СЛ 42 был следующим:
- Командир воздушного судна (КВС) — 56-летний Анатолий Яковлевич Прытков. Очень опытный пилот. В авиакомпании «СиЛА» проработал 6 лет (с 2015 года).
- Второй пилот — 32-летний Фарух Хасанов. Пилот-стажёр. В авиакомпании «СиЛА» проработал 5 месяцев (с февраля 2021 года).

В пассажирском салоне находились 2 сотрудника авиакомпании «СиЛА», которые также входили в состав экипажа (обслуживали самолёт на посадочных площадках):
- Бортинженер — Александр Фельдштейн.
- Авиатехник — Никита Минаев.

## Хронология событий
Рейс СЛ 42 вылетел из аэропорта города Кедровый в 15:58 местного времени с отставанием от графика. Спустя 29 минут, в 16:27, самолёт пропал с экранов радаров и перестал отвечать на запросы авиадиспетчера. В это же время спутники системы «КОСПАС-САРСАТ» зафиксировали активацию аварийного радиомаяка самолёта. Этот же сигнал был зафиксирован пролетавшим недалеко от места аварии самолётом авиакомпании «Аэрофлот». Как впоследствии выяснилось из рассказов пассажиров, произошло атмосферное обледенение самолёта через 9 минут и затем последовал отказ обоих двигателей. Двигатели обледенели, самолёт вошёл в пикирование — начал терять высоту и ринулся винтами круто вниз. Лайнер спланировал до относительно ровной площадки в болотистой местности в тайге в Бакчарском районе, однако в процессе приземления самолёт получил повреждения стоек шасси и опрокинулся, получив серьёзные повреждения носовой части. После проведения эвакуации из разбившегося самолёта люди начали готовиться к возможной ночёвке. Через 2,5 часа после жёсткой посадки самолёт был обнаружен перевёрнутым на шасси поисковой группой с вертолёта Ми-8. Позднее транспортными вертолётами все 4 члена экипажа и 14 пассажиров были доставлены в Томск на медицинское обследование.

### Метеоусловия
Фактическая погода на метеостанции Бакчар 16.07.2021 в срок наблюдения, ближайший к времени аварии (09:00 UTC / 12:00 MSK):
ветер южный 7-11 м/с, видимость 20 километров, облачность 9/8 с нижней границей 600 метров визуально (кучево-дождевая, высоко-кучевая),
температура воздуха +20.5, точка росы +9.5, относительная влажность	49 %.

### Раненые
В ходе аварийной посадки никто из находившихся на борту самолёта 18 человек не погиб. Одна пассажирка получила сотрясение головного мозга и была госпитализирована. КВС получил перелом лодыжки (из-за разрушений носовой части самолёта) и также был госпитализирован. Остальные 16 человек, включая 3 членов экипажа, получили незначительные травмы (ссадины и ушибы).

## Реакция
По решению руководства авиакомпании СиЛА, 19 июля 2021 года пассажирам рейса СЛ 42 была выплачена компенсация морального вреда в размере 100 тысяч рублей на 1 пассажира.

## Расследование
16 июля 2021 года Следственными органами Западно-Сибирского следственного управления на транспорте Следственного комитета Российской Федерации возбуждено уголовное дело по признакам преступления, предусмотренного ст. 263 УК РФ («Нарушение правил безопасности движения и эксплуатации воздушного транспорта»).
Ространснадзор принял решение провести внеплановую проверку авиакомпании «СиЛА».
Межгосударственный авиационный комитет сформировал комиссию по расследованию данного авиационного происшествия. Комиссия приступила к работе.
22 сентября был опубликован предварительный отчёт МАК о расследовании происшествия, из которого следует, что эксплуатационный срок эксплуатации самолёта должен был закончиться 1 февраля 2022 года, остаток ресурса планера и двигателей подходил к концу (остаток ресурса планера — 305 часов из 9000, левого двигателя — 44 часа, правого двигателя — 40 часов из 2400). Экипаж выполнил 10 рейсов в течение дня без какого-либо перерыва, кроме того в течение 10 часов 55 минут добирался из Магадана до Томска и сразу же без отдыха приступил к выполнению полётов.
В июле 2022 года было предъявлено обвинение пилоту. По версии органов предварительного следствия, из-за усталости экипажа противообледенительная система не была включена своевременно, что привело к сбросу наросшего льда и отказу двигателей.
13 сентября 2023 года МАК закончил расследование происшествия и опубликовал окончательный отчет. Из отчета следует, что двигатели отказали из-за срыва льда, аварии способствовали усталость экипажа и неисправность датчика сигнализации обледенения.
В декабре 2023 года стало известно о прекращении уголовного дела об аварии. Основанием стало истечение сроков давности.